# Chissey-en-Morvan
Pour les articles homonymes, voir Chissey et Morvan (homonymie).
Chissey-en-Morvan est une commune française située dans le département de Saône-et-Loire, en région Bourgogne-Franche-Comté.

## Géographie

### Situation, description
Chissey-en-Morvan est à 19 km au nord-ouest d'Autun, à la pointe nord du département de Saône-et-Loire (dont elle est la commune la plus septentrionale), jouxtant la Nièvre au nord et la Côte-d'Or au nord-est ainsi qu'une exclave de la Côte-d'Or au nord-ouest (la commune de Ménessaire). Elle est dans la partie centre-est du parc naturel du Morvan.
Le bourg est bâti dans la vallée du Ternin, à la confluence du ruisseau de Blanot, son petit affluent de rive gauche (côté est). La commune est traversée par la D 980 joignant Saulieu (cccc km au nord) à Autun.
Le point culminant de la commune est à 607 m d'altitude, pour un relief qui se trouve à 3,9 km à l'ouest du bourg. Le point le plus bas est à 350 mètres d'altitude, à l'endroit où le Ternin sort de la commune. Le village est à environ 370 m d'altitude.

### Villages, hameaux, lieux-dits, écarts
Bois des Avertz, Bas-de-Commeillon, Berthauds, Bonair, Bouley, Bulle, Breuil, Chaumes-Contantin, Chaumien, Chaumoux, Côme-des-Brus, Comme-au-Levain, Comme-Grain, Crots-Barbizots, Dyarde, Fiole, Fontaine, Fravelle, Gagère, Garenne, Goulots, Gouttes, Guidon, Guyards, Haut-de-la-Fiole, Larrey, Latois, Loizards, la Maladière (figure au terrier de Lucenay dressé en 1460 par Simon Le Pelletier (archives de M. de Ganay à Visigneux), non retrouvé au cadastre de 1827), les Méloisses, Meix-Vougeot, Mont-Toiron, Motte, Mouche, Mouilles-Simonot, Palaisot, Place, Plaine, Près, Ravine, Ravril, Repas, Roche-Dureuil, Roquets, Rougeat, Rue-Chagnot, Rue des Chamiats, Ruisselle, Soitures, Sous-les-Roches, Sous-Richard, Souvert, Valouze, Vauchezeuil, Vaussery, (Vaulcery), Verpillière.

### Hydrographie
- Le Ternin, affluent de l'Arroux et sous-affluent de la Loire, est le principal cours d'eau sur la commune ; il la traverse du nord-ouest au sud-est. Tous les autres cours d'eau sur la commune sont ses affluents, dont les principaux sont, d'amont en aval[2] :
- La Plaine (rive gauche, côté est), qui vient de Blanot, arrose Effours (sur Blanor), entre sur la commune à Fravelle et conflue aux Roquets entre le château et l'église ; dont :
  - le ruisseau de Villiers, qui parcourt ses derniers 550 m sur la commune et confluer ai pont de la Planche Magnien ;
  - le ruisseau des Prés du Prix, qui cient de Savilly et conflue aux Guyards ;
- le ruisseau de la Gagère, qui conflue à Souvert[2].

### Climat
Pour des articles plus généraux, voir Climat de la Bourgogne-Franche-Comté et Climat de Saône-et-Loire.
En 2010, le climat de la commune est de type climat des marges montargnardes, selon une étude du Centre national de la recherche scientifique s'appuyant sur une série de données couvrant la période 1971-2000. En 2020, Météo-France publie une typologie des climats de la France métropolitaine dans laquelle la commune est exposée à un climat océanique altéré et est dans la région climatique Lorraine, plateau de Langres, Morvan, caractérisée par un hiver rude (1,5 °C), des vents modérés et des brouillards fréquents en automne et hiver.
Pour la période 1971-2000, la température annuelle moyenne est de 10,4 °C, avec une amplitude thermique annuelle de 16,7 °C. Le cumul annuel moyen de précipitations est de 962 mm, avec 13,4 jours de précipitations en janvier et 8,2 jours en juillet. Pour la période 1991-2020, la température moyenne annuelle observée sur la station météorologique de Météo-France la plus proche, « Autun », sur la commune d'Autun à 19 km à vol d'oiseau, est de 10,7 °C et le cumul annuel moyen de précipitations est de 857,2 mm. 
La température maximale relevée sur cette station est de 40 °C, atteinte le 12 août 2003 ; la température minimale est de −18,3 °C, atteinte le 20 décembre 2009,,.
Les paramètres climatiques de la commune ont été estimés pour le milieu du siècle (2041-2070) selon différents scénarios d'émission de gaz à effet de serre à partir des nouvelles projections climatiques de référence DRIAS-2020. Ils sont consultables sur un site dédié publié par Météo-France en novembre 2022.

## Urbanisme

### Typologie
Au 1er janvier 2024, Chissey-en-Morvan est catégorisée commune rurale à habitat très dispersé, selon la nouvelle grille communale de densité à sept niveaux définie par l'Insee en 2022.
Elle est située hors unité urbaine. Par ailleurs la commune fait partie de l'aire d'attraction d'Autun, dont elle est une commune de la couronne,. Cette aire, qui regroupe 42 communes, est catégorisée dans les aires de moins de 50 000 habitants,.

### Occupation des sols
L'occupation des sols de la commune, telle qu'elle ressort de la base de données européenne d’occupation biophysique des sols Corine Land Cover (CLC), est marquée par l'importance des forêts et milieux semi-naturels (59,7 % en 2018), une proportion sensiblement équivalente à celle de 1990 (59,3 %). La répartition détaillée en 2018 est la suivante : forêts (59,7 %), prairies (39 %), terres arables (0,9 %), zones agricoles hétérogènes (0,3 %). L'évolution de l’occupation des sols de la commune et de ses infrastructures peut être observée sur les différentes représentations cartographiques du territoire : la carte de Cassini (XVIIIe siècle), la carte d'état-major (1820-1866) et les cartes ou photos aériennes de l'IGN pour la période actuelle (1950 à aujourd'hui).

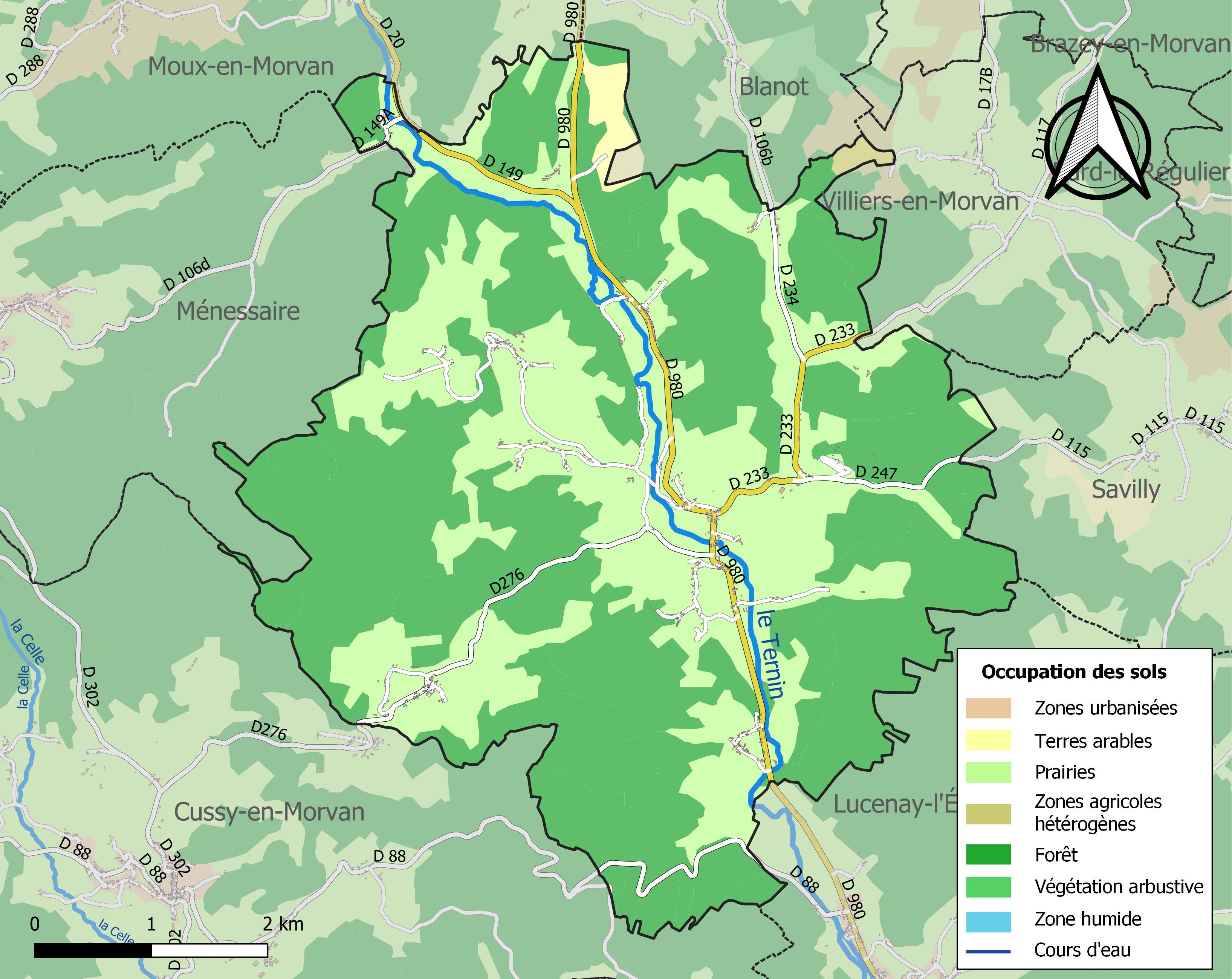
Carte des infrastructures et de l'occupation des sols de la commune en 2018 (CLC).

## Toponymie
Chissey-en-Morvan, autrefois Chisseium - Chaissey, 1260 - Cessy, 1271 - Chaisseyo, 1293 - Chissiacus avant 1312 - Chissey, 1382 - Chissey-en-Royauté et Chissey-en-Duché, 1757 - Chissey-en-Morvant, 1783 - Chissey-en-Morvan an X. Le nom de la commune proviendrait du nom d'homme Cassius.

### Héraldique
| Blason | Blasonnement : « D'azur à trois tours d'or maçonnées de sable, à la bordure componée d'argent et de gueules. » |

## Histoire

### Antiquité
On trouve encore quelques vestiges de la voie romaine qui allait de Autun à Sens par les montagnes du nord-est. À l'époque gallo-romaine, il y avait peut-être un relais de poste. C'est sur cette voie qu'est passé l'empereur Julien, venu délivrer Autun que les barbares assiègent en 356. Au nord il y a deux voies, se rejoignant à Alligny-en-Morvan : l'une emprunte la montée de Pierresaut, surplombant le bourg, et sur le chemin de la crête file en direction du nord, c'est l'ancienne voie romaine ; la seconde suit la vallée du Ternin. 
De Chissey, d'autres voies partent en direction de : Villiers-Brazey, Savilly et Bard-le-Régulier au nord-est et l'est ; et Ruisselle, Cussy et Anost à l'ouest. Elles se raccordaient toutes avec les voies principales, reliant Autun.

### Moyen Âge et jusqu'à la Révolution
Au temps de la féodalité, la justice du bourg se divisait sur trois seigneuries :
- celle du seigneur du château de Chissey-en-Morvan. Elle ne comprenait que son manoir et ses dépendances : Fontaine et La Verpillière. Selon la délimitation réalisée en 1608, elle suivait le cours de la rivière, en remontant jusqu'à la  Côme-des-Brus, du chef qu'elle tirait à Ruisselle à la maison en ruines de Guillemain de Buffières, elle côtoyait le ru de Souvert et reprenait le cours de la rivière. Fief en toute justice, elle mouvait de l'évêché d'Autun ; mais ses dépendances relevaient du duché de Bourgogne. Le château a reçu la visite de Napoléon, à son retour de l'île d'Elbe ; il y passa la nuit du 16 mars 1815 avant d'aller décorer l'abbé Rasse au relais de poste de Pierre Écrite[22].
- celle de l'évêque d'Autun s'étendait sur une autre partie du bourg. La justice se rendait sous un gros orme au nord de l'église. Les officiers du prélat y venaient quatre fois par an tenir leurs "Jours". En 1568, des gens s'opposèrent à l'exercice de la juridiction épiscopale. Le procès qui s'ensuivit confirma les droits de l'évêque. Le 25 août 1609, le bailli de Lucenay condamna Marie Robelin femme Roidot à 14 sous d'amende pour avoir traité Marie Berthaud de "Vaudoise". L'évêque avait droit de haute justice également sur Souvert, où le bailli de son Excellence venait quatre fois l'an tenir ses "Jours".
- celle de la maison-forte de La Mothe-Chissey formait une terre en toute justice dans la mouvance du duché de Bourgogne, située à l'est du bourg ; dans une prairie traversée par le ruisseau du Blanot se trouve à un endroit dit  des Roquets une Maison forte de la Mothe-Chissey, connue également sous le nom de Maison forte des Roquets. Le possesseur était seigneur laïc de l'église et avait des droits de dîme dans toute la paroisse ; mais il devait au curé une portion congrue de 300 livres.

Au sud-est se trouve Souvert avec sa maison seigneuriale de Souvert, qui était autrefois alternatif avec Lucenay. Les dîmes se partageaient entre le seigneur des lieux, celui de Chissey, le curé et l'évêque. Ce hameau était alternatif de Lucenay-l'Évêque.
Le château de La Prée (Pratum) est un manoir du XVIIIe siècle situé sur la rive droite du Ternin, à l'ouest du bourg, possédant des tourelles. Ce fief était en 1404 à Andoche de Chissey, qui en fait aveu. Il passe ensuite à la Maison du Buy.
Vaulsery (Valserinus) est situé dans une gorge au-dessus de La Prée ; il y avait là autrefois un manoir dit  La Grande Maison. Cette seigneurie avec haute justice mouvait en partie de la baronnie de Lucenay, et en partie de celle de Menesserre (Ménessaire). Son possesseur jouissait du droit de chasse dans toute la baronnie de Lucenay. Au XVIe siècle un habitant de ce hameau, Emiland Pautot, chef d'une bande de pillards, dévasta à leur tête le château de Monthelon, commettant moult exactions sur les biens et les personnes. Condamné à être pendu et étranglé ; il le fut à Autun le 28 janvier 1583 ; ses biens furent confisqués au profit du seigneur.
Le manoir de Commegrain, avec justice et juridiction, était au XIVe siècle la possession d'une famille de ce nom. Les ruines du manoir étaient encore visibles au XIXe siècle, à l'orée d'un bois. Jean de Commegrain, Ostelin de Commegrain et Jeanne de Commegrain vendirent le fief à Andoche de Chissey, qui en fit aveu à l'évêque d'Autun, Milon de Grancey, en 1401. Guillaume de Chaulgy, parent d'Andoche, en fit de même en 1413, son fils Jean de Chaulgy avait épousé N... de Chissey, dame de Vaulcery et de Commegrain, fille d'Erard de Chissey.
Ruisselles, selon l'abbé Baudiau, est peut-être le Rioscella du testament de Varé. Ce hameau était jadis alternatif avec Cussy. Il fut totalement incendié en 1828, puis partiellement par deux fois en 1858. Jacques de Chaulgy jouissait de la totale justice en 1482 sur le meix Vougeot. Les habitants étaient sujets du seigneur du Buy, mais devaient néanmoins le guet et la garde au château de Chissey. Ils étaient tenus de moudre leurs grains au Moulin de Buy. Toutefois Philibert de Clairon leur permit de réédifier l'ancien moulin du lieu-dit Bulle et il leur fournit à cette fin le bois et les meules, à la condition qu'il serait mouvant, virant, tournant à la Saint Michel venant, et qu'il lui payeraient le droit ordinaire. Le 18 septembre 1656, Frédéric de Loisey et son épouse Marguerite de Cléron affranchissent Lazare Guyotat et son épouse pour la somme de 750 livres. En 1686, le fils de ces gens était juge de Buy. Le seigneur de cette terre l'échangea en 1777 à celui de Chissey pour ses droits à Buy. Le hameau de Ruisselle  était alternatif de Cussy-en-Morvan.
Valouze était une dépendance de la seigneurie de Menessaire (Ménessaire), dont les habitants en 1609 se reconnaissaient justiciables, mainmortables et corvéables du baron et confessèrent qu'ils lui étaient redevables solidairement de 4 livres et 6 sous de taille à la Saint Lazare, 15 boisselets de froment, 4 de seigle et 9 et demi d'avoine à la Saint-Martin, plus pour champoyer leur bétail, tant gros que menu, dans la forêt de Patué, prendre bois-mort et mort-bois, une poule et deux boisselets d'avoine.
'Buy' (Boxum), aujourd'hui Buis, situé sur l'ancienne voie romaine, au nord-ouest, était selon certains savants la maison de campagne de la reine Brunehaut, au temps où elle s'était retirée à Autun. Dans le champ situé devant le château de Buis furent découvertes des ruines, mêlées de couches de charbon et de médailles mérovingiennes. D'aucuns pensent que ces ruines remontent aux Sarrasins en 731. La seigneurie de Buy était une terre en toute justice, mouvant de la châtellenie de Liernais. L'ancien château fut démoli en 1781 et reconstruit par celui toujours en place aujourd'hui. Sa haute justice comprenait Buy, La Prée, Ruisselles et Chaumien, s'exerçait à Saulieu, en 1732, par emprunt de territoire. Ce fief appartenait au XIIIe siècle à la famille de Buy. Les habitants devaient au seigneur de Liernais les droits de messerie, de tailles, donnant six vingt-deux livres, en 1675[réf. nécessaire].
Près du hameau du Buis existait un lieu-dit  la Maladière et une maladrerie existait à Chissey-en-Morvan, ce toponyme n'est pas restitué sur la section cadastrale de 1827 mais figure au terrier de Lucenay dressé en 1460 par Simon Le Pelletier (archives de M. de Ganay à Visigneux).
La Maison seigneuriale de Vaucheseuil, dans les bois (Vallis Silvarum), mouvait en fief de Lucenay et en arrière-fief de Ménessaire (Mennessere), Jean de Ternan en fit aveu en 1341 de par sa femme, fille de Marguerite d'Aligny qui le porta à son époux messire de Nuerre. En 1397, Hugues et Andoche de Chissey, enlevant les matériaux de cette maison, furent assignés par l'évêque pour cet acte et pour devoir non fait. Le 2 mars 1597, ils étaient 9 ténementiers, auxquels Jean de Lugny, baron de Messerre accorda les droits d'usage et de pacage aux bois des Avertz et des Latois, pour une rente de trois sous quatre deniers, par feu, deux boisselets d'avoine et une poule. Le seigneur de Liernais avait droits de messerie, de tailles, donnant six vingt-deux livres sur les habitants de ce lieu et de Buy près Chissey en 1675.[réf. nécessaire] Le comte de Villebertin vendit le fief en 1711 à Roch de Courroy dont la veuve, Claude de Mauroy, le repassa 9 ans après aux Buffot de Millery. Gabriel-François de Millery l'aliéna en 1755 à Louis-François de La Coste, seigneur de Buy, qui la céda à Claude Lévite de Flacellière. Étienne Liogeau, son fils, l'a repassé à Léger Guyotat, dit marquis de Messerre. Elle appartient en 1866 à son gendre Fernand Jacquinot. En 1814, dans les Bois dit les Latois, s'assemblèrent jusqu'à 2 000 paysans favorables à Napoléon et qui résistèrent aux armées d'occupation luxembourgeoises et autrichiennes ; ils étaient connus sous le nom de Bandes de Saulieu,.
Palaiseau (Palatiolum), partagé entre trois communes, faisait autrefois partie des domaines du bienheureux Varé. Celui-ci donna cette terre en 706 au monastère de Saint-Andoche de Saulieu, qui inféoda cette terre le 10 juillet 1382 à Guillaume de Clugny, seigneur de Messaire (Messerre), parce que depuis 28 ans estant demeurée en friche à cause des pestes et autres maladies contagieuses, et des ravages des gens de guerre cette terre ne rapportait rien. Andoche de Clugny, fils de Guillaume, se reconnaît en 1414 homme lige des chanoines, à cause de ce fief. Le roi l'ayant donné plus tard à la famille Brulart, il passa en 1730 à Philippe Barbuat, conseiller du roi au Parlement de Dijon. Les habitants de ces lieux étaient autrefois francs-bourgeois à Saulieu, en payant 20 deniers au chapitre.
En 1789, Chissey-en-Morvan, qui est divisé en Chissey-en Royauté et en Chissey-en-Duché, dépend du bailliage de Saulieu et de la recette d'Autun.[réf. nécessaire]

### Temps modernes
En 1865, la superficie de la commune est de 2 990 ha dont 424 ha sont couverts de bois.

## Politique et administration
| Période      | Période      | Identité       | Étiquette | Qualité |
| ------------ | ------------ | -------------- | --------- | ------- |
| 1995         | 2008         | François Maney | DVD       | ...     |
| 2008         | Février 2020 | Michel Criqui  |           |         |
| Février 2020 | Mars 2022    | Alain Ménart   |           |         |
| Mars 2022    | En cours     | Pascal Pommé   |           |         |
| '            |              |                |           |         |

## Démographie
L'évolution du nombre d'habitants est connue à travers les recensements de la population effectués dans la commune depuis 1793. Pour les communes de moins de 10 000 habitants, une enquête de recensement portant sur toute la population est réalisée tous les cinq ans, les populations de référence des années intermédiaires étant quant à elles estimées par interpolation ou extrapolation. Pour la commune, le premier recensement exhaustif entrant dans le cadre du nouveau dispositif a été réalisé en 2007.

En 2022, la commune comptait 295 habitants, en évolution de +5,73 % par rapport à 2016 (Saône-et-Loire : −1,06 %, France hors Mayotte : +2,11 %).
| 1793  | 1800  | 1806  | 1821  | 1831  | 1836  | 1841  | 1846  | 1851  |
| ----- | ----- | ----- | ----- | ----- | ----- | ----- | ----- | ----- |
| 1 089 | 1 170 | 1 245 | 1 336 | 1 348 | 1 339 | 1 629 | 1 620 | 1 575 |

| 1856  | 1861  | 1866  | 1872  | 1876  | 1881  | 1886  | 1891  | 1896  |
| ----- | ----- | ----- | ----- | ----- | ----- | ----- | ----- | ----- |
| 1 450 | 1 415 | 1 394 | 1 391 | 1 378 | 1 298 | 1 338 | 1 424 | 1 334 |

| 1901  | 1906  | 1911  | 1921 | 1926 | 1931 | 1936 | 1946 | 1954 |
| ----- | ----- | ----- | ---- | ---- | ---- | ---- | ---- | ---- |
| 1 205 | 1 171 | 1 058 | 812  | 153  | 720  | 672  | 547  | 479  |

| 1962 | 1968 | 1975 | 1982 | 1990 | 1999 | 2006 | 2007 | 2012 |
| ---- | ---- | ---- | ---- | ---- | ---- | ---- | ---- | ---- |
| 510  | 475  | 439  | 367  | 343  | 281  | 298  | 300  | 289  |

| 2017 | 2022 | - | - | - | - | - | - | - |
| ---- | ---- | - | - | - | - | - | - | - |
| 275  | 295  | - | - | - | - | - | - | - |

## Culture locale et patrimoine

### Lieux et monuments
(liste non exhaustive)
- Château de Chissey-en-Morvan
- Château de Buis, reconstruit en 1781
- Château du Guidon, au lieu-dit les Goulots
- Maison forte de La Mothe-Chissey, ou des Roquets, origine XVe siècle
- Maison seigneuriale de Vaucheseuil
- Maison seigneuriale de Souvert
- Manoir de la Prée
- Manoir de Vaulsery dit la Grande Maison
- Moulin Guidon, appelé aussi Pérolle, à 400 mètres au sud du Château, à main droite en venant d'Autun. Existait déjà en 1743. En 1788 il appartient au château de Chissey. Il fonctionna jusque dans les années 1970.
- Moulin du Buis (1503), en activité en 1882, en ruine aujourd'hui.
- Moulin de la Mouche, en ruines
- Moulin du Bourg ou du Château
- Moulin de la Mothe
- Moulin de la Loche
- Moulin Marry
- Fontaine Boutin, source
- Église Saint-Martin
- L'ancienne voie romaine, allant de Autun à Sens

#### L'église
Chissey-en-Morvand fut christianisée de bonne heure, c'est une des plus anciennes paroisses de la région. La construction de l'église dédiée à saint Martin, évêque de Tours, fut réalisée au XIe – XIIe siècle. Le chœur qui se termine en mur droit et la chapelle, seuls voûtés, sont du XIIe siècle. Cet assemblage de diverses époques est assez misérable à l'appréciation de l'abbé Baudiau, qui la visita en compagnie du curé qu'il tenait en estime. La nef, rebâtie en 1755 sous l'autorité de l'évêque d'Autun monseigneur Antoine de Malvin de Montazet, était surmontée d'un clocher en bardeaux. Mais 100 ans plus tard les fidèles durent ouvrir leurs parapluies pendant les offices. L'évêque d'Autun monseigneur Frédéric-Gabriel-Marie-François de Marguerye interdit l'église et elle fut reconstruite par l'architecte Jacques Rollet. L'église fut restaurée en 1898. Le clocher, précédemment au milieu de la nef, a été reconstruit au-dessus du porche d'entrée. La flèche de l'ancien clocher a été conservée, à la demande des habitants. Elle était entourée d'un petit cimetière où l'on pouvait encore voir en 1865 quelques tombes. Ce cimetière a été déplacé plus loin. Juste au-dessus de celui-ci se trouvait une fontaine sous le vocable de saint Martin, qui donnait lieu autrefois à des pèlerinages, très suivis par de nombreux pèlerins en quête d'une guérison des fièvres, ou pour obtenir de la pluie. La paroisse était jadis de l'archiprêtré et du bailliage de Saulieu. Les premiers titres sont seulement de 1100. Le patronage de la cure et des dîmes appartenait au chapitre de Bard-le-Régulier, auquel elles furent données en 1282 par l'évêque Hugues d'Arcy (1286-1298), en échange du prieuré de Saint-Hilaire, près de Chalon-sur-Saône, et de la cure de Braux[Lequel ?] (Brecis). Le chapitre inféoda par la suite les dîmes au seigneur de la Mothe-Chissey, auquel étaient dus les honneurs de l'église et qui dès lors fut chargé de payer la portion congrue du curé. La collation de ce bénéfice passa en 1724 au chapitre de Notre-Dame de Semur, lors de l'annexion de celui de Bar (Bard). En 1789, elle était du diocèse et de l'archiprêtré d'Autun, à la collation de la collégiale de Semur-en-Auxois, au droit de l'ancien prieuré de Bard-le-Régulier.

#### Mobilier
- Une Vierge à l’Enfant en bois (XVIIe siècle).
- Une sainte Barbe, en bois (XVe siècle, classée aux M.H., dimension : H : 11,9 cm, l : 38,5 cm, pr : 32 cm, mentionnée dans la première moitié du XIXe siècle par l'abbé Doret). Classée le 25 septembre 1995[37],
- Un saint Jean-Baptiste (XIXe siècle).

#### Le presbytère
L'ancien presbytère, très convenable, était au sud de l'église. Il fut bâti en 1778 par l'entrepreneur Hugues Valvin, sous la direction de l'architecte Dalbert. Il fut aliéné pendant la Révolution. Le nouveau est placé à l'ouest dans une belle position, mais moins commode pour le desservant.
Les curés
(liste non exhaustive)
- 1537 - Clément Chauvot
- 1543 - Claude Paillet
- 1568 - Jacques Charreau
- 1586 - Jean Collenot
- 1620 - Étienne Berger
- 1664 - Lazare de Dron
- 1684 - Claude Seguenot
- 1707 - Claude Sauvageot
- 1721 - André Pugeot, inhumé dans le chœur de l'église.
- 1753 - Alexis Bouillote
- 1759 - Lazare Gagnard
- 1761 - Jean-Edme de Lanoe, il bâtit le presbytère.
- 1791 - Favre, ancien chapelain de Couard, intrus.
- 1802 - Robé
- 1812 - Nicolas Lagneau, de Valence
- 1838 - Brochot
- 1842 - Claude Jacob, Nivernais - François Houbache.
- 1865 - Charles Doret, originaire de Lucenay, prêtre studieux ayant fourni de nombreux renseignements historiques à l'abbé Baudiau.

### Personnalités liées à la commune
- Théo Kerg : peintre et sculpteur, né en 1909 au Luxembourg, a passé les trois dernières années de sa vie à Chissey-en-Morvan et y est mort le 4 mars 1993. Un musée lui est consacré à Schriesheim, en Allemagne.

## Pour approfondir